# Petrea volubilis
Petrea volubilis , Machiguá o Flor de Santa Lucía, es una especie de enredadera perennifolia originaria de México y Centroamérica. 

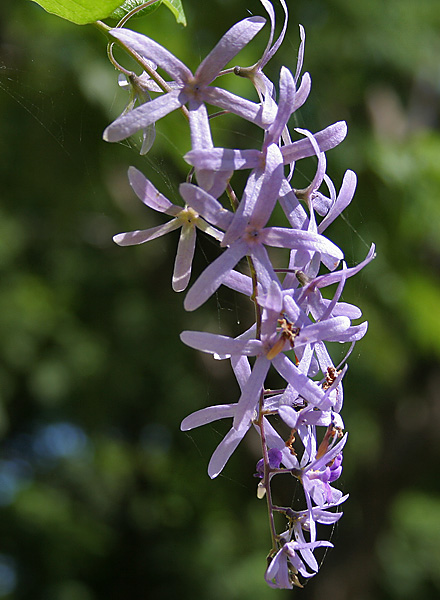
Inflorescencia

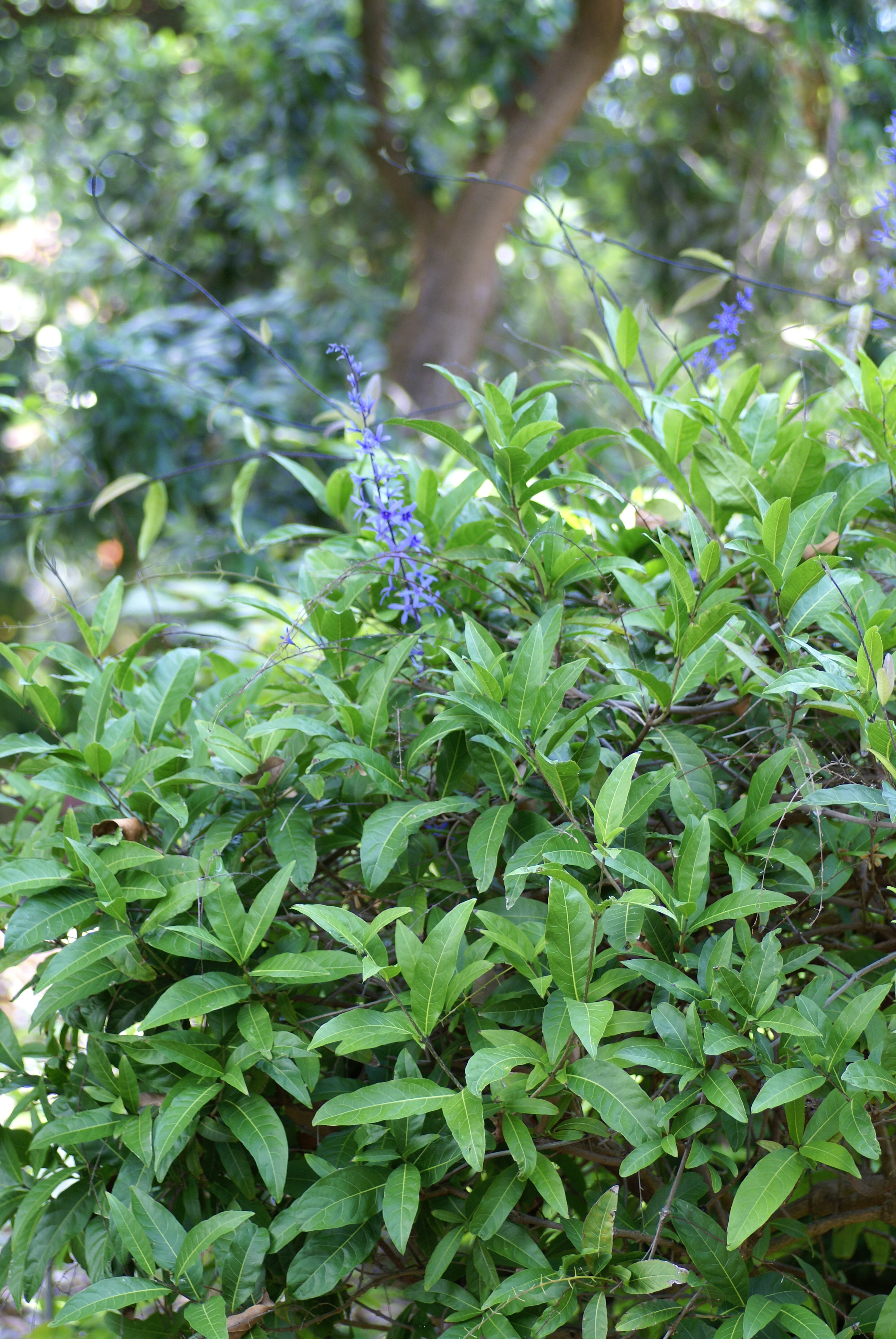
Vista de la planta

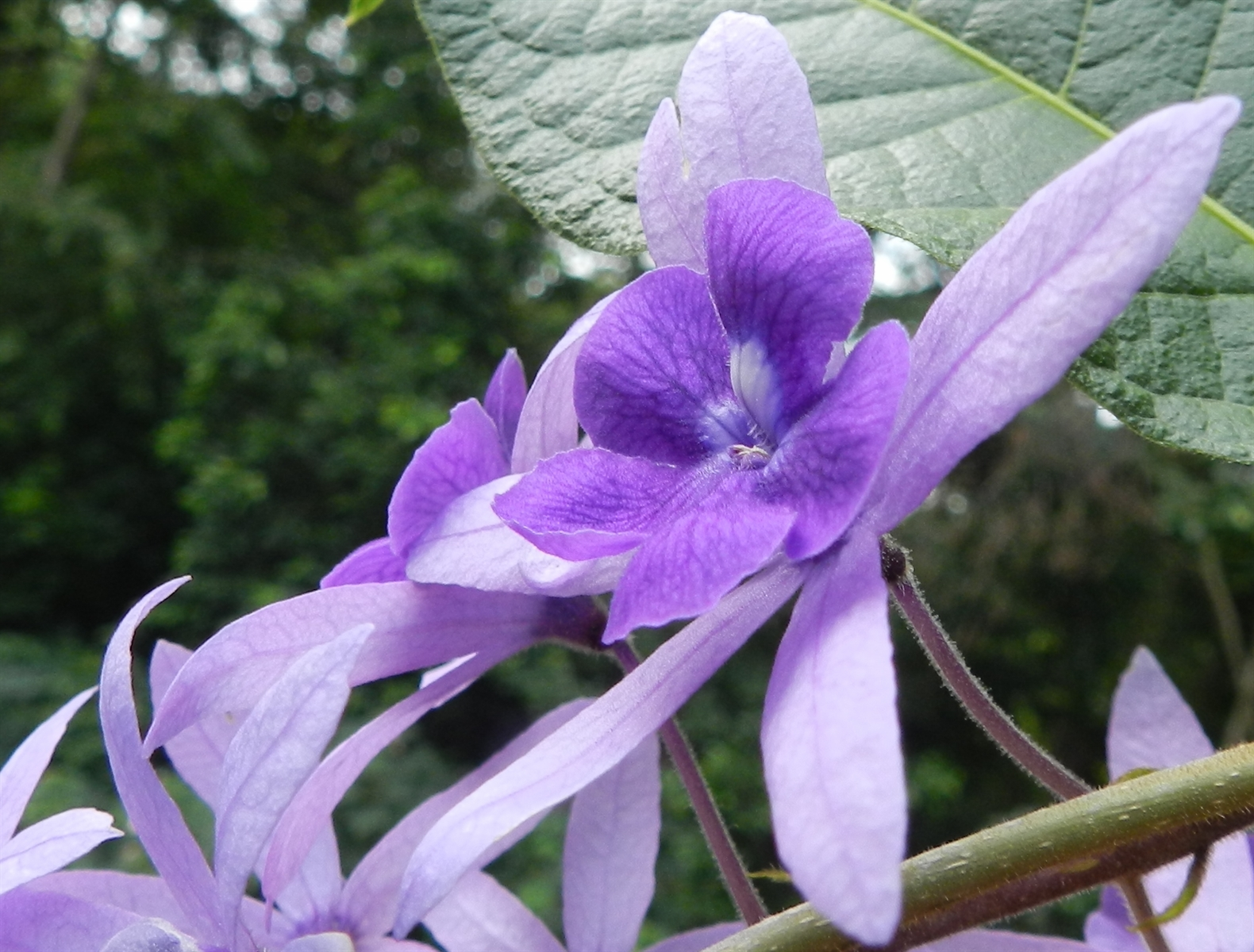
Petrea volubillis en El Crucero, Managua, Nicaragua.

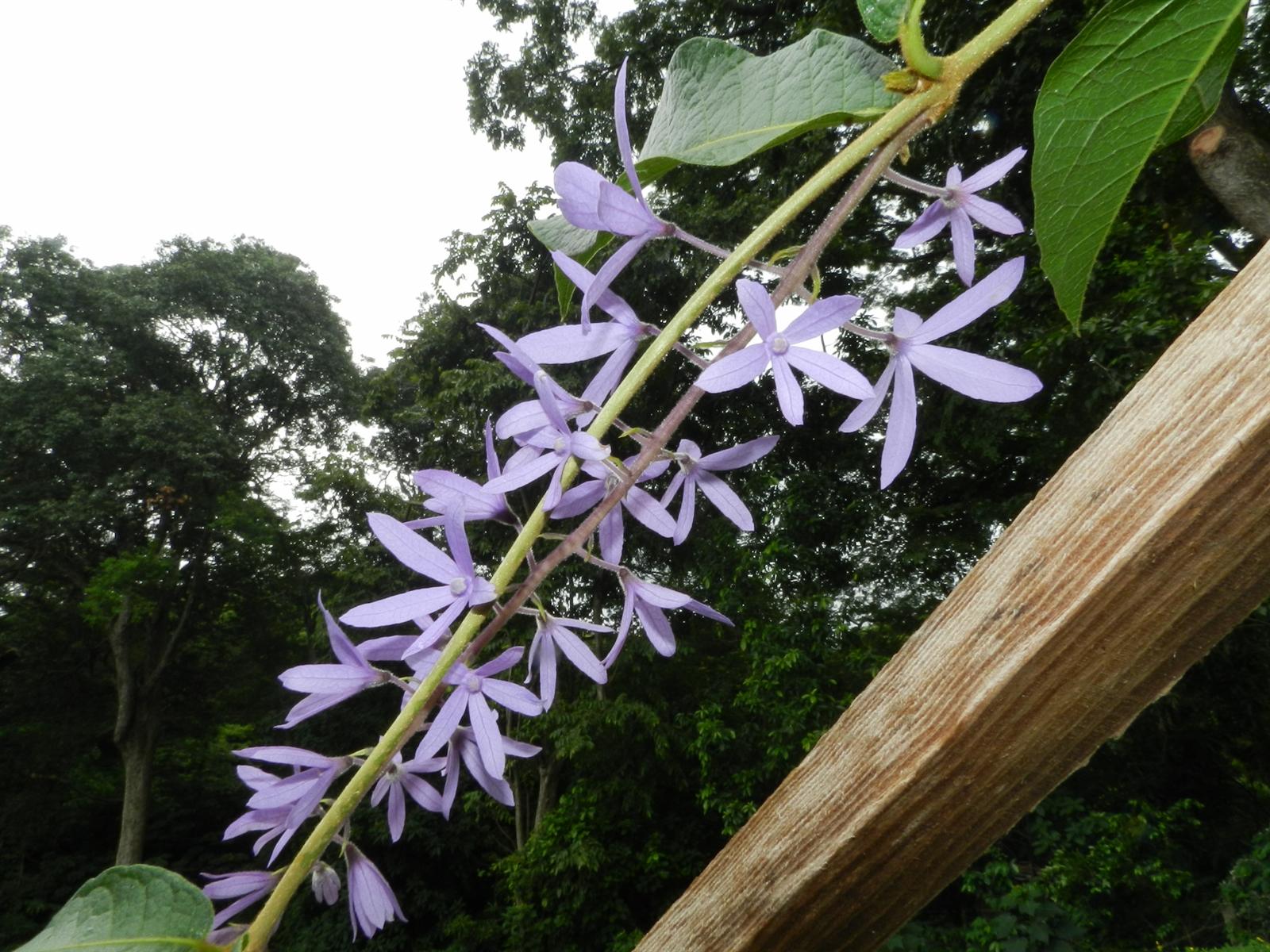
Petrea volubillis en El Crucero, Managua, Nicaragua.

## Descripción
Son bejucos o arbustos semitrepadores, con tallos puberulentos, algunas veces alcanzando los 10 cm de diámetro. Hojas elíptico-oblongas, de 5–16 cm de largo y 3–8 cm de ancho, ápice agudo u obtuso, base cuneada, margen entero, algunas veces sinuadas, glabras o pubescentes, ásperas al tacto; pecíolo 0.2–1 cm de largo. Inflorescencias racemosas de 8–20 cm de largo, axilares o terminales, solitarias, raquis puberulento, flores 5-meras en pedicelos puberulentos sostenidos por una bráctea caduca; cáliz con el tubo 0.2–0.7 cm de largo, glabro o puberulento, los lobos oblongos 1–2.5 cm de largo; corola infundibuliforme, ca 1 cm de largo, puberulenta, azul; ovario y estilo glabros. Fruto drupáceo completamente encerrado en el cáliz acrescente, el cual actúa como alas o flotadores.

## Distribución y hábitat
Especie poco común se encuentra especialmente en orillas de ríos y quebradas, desde el norte de México a Bolivia, Brasil y Paraguay en las Antillas y en Venezuela donde se suele llamar amansaguapo, chaparro o nazareno este último porque tiende a florear por los días de Semana Santa.

## Taxonomía
Petrea volubilis fue descrita por Carlos Linneo y publicado en Species Plantarum 2: 626.  1753.
Etimología
Petrea: nombre genérico nombrado por Carlos Linneo  en honor de Robert James Petre, 8.º Barón Petre de Ingatestone Hall en Essex.
volubilis: epíteto latino que significa "retorcido, girado".
Sinonimia
- Petrea amazonica Moldenke
- Petrea arborea Kunth
- Petrea arborea f. albiflora Standl.
- Petrea arborea var. broadwayi Moldenke
- Petrea arborea f. broadwayi (Moldenke) Moldenke
- Petrea arborescens Archer ex Moldenke
- Petrea aspera Turcz.
- Petrea aspera f. albiflora Moldenke
- Petrea atrocoerulea Moldenke
- Petrea colombiana Moldenke
- Petrea erecta Lodd.
- Petrea fragrantissima Rusby
- Petrea kohautiana C.Presl
- Petrea kohautiana f. alba (G.F.Freeman & W.G.Freeman) Moldenke
- Petrea kohautiana var. anomala Moldenke
- Petrea kohautiana var. pilosula Moldenke
- Petrea mexicana Willd. ex Cham.
- Petrea mexicana Kunth ex M. Martens & Galeotti
- Petrea nitidula Moldenke
- Petrea ovata M.Martens & Galeotti
- Petrea racemosa f. alba (Kuhlm. ex Moldenke) Moldenke
- Petrea racemosa var. alba Kuhlm. ex Moldenke
- Petrea retusa C.Presl
- Petrea riparia Moldenke
- Petrea rivularis Moldenke
- Petrea serrata C.Presl
- Petrea stapeliae Paxton
- Petrea subserrata Bárcena
- Petrea subserrata Cham.
- Petrea swallenii Moldenke
- Petrea vincentina Turcz.
- Petrea volubilis Gaertn.[3]